# Copa President de Malawi
La Copa President de Malawi fou una competició futbolística de Malawi.

## Historial
Font:
- 2008-09: MTL Wanderers 1-1 ESCOM United FC [2-1 pen]
- 2010: Civo United 1-0 Silver Strikers
- 2011: Mighty Wanderers 1-0 MAFCO FC
- 2012: Bullets FC 1-0 Moyale Barracks
- 2013: MAFCO FC 0-0 Silver Strikers [9-8 pen]
- 2014-15: no es disputà
- 2016: Bullets FC 1-1 Moyale Barracks [4-3 pen]